# Geschichte Sloweniens

Flagge Sloweniens

Die Geschichte Sloweniens umfasst die Entwicklungen auf dem Gebiet der Republik Slowenien von der Urgeschichte bis zur Gegenwart. Slowenien ist seit 1991 ein unabhängiger Staat in Mitteleuropa, der seit Mai 2004 der Europäischen Union angehört. Das Gebiet des heutigen Sloweniens wurde seit Ende des 6. Jahrhunderts überwiegend von den Vorfahren der heutigen Slowenen bewohnt. Ende des 8. Jahrhunderts kam das Gebiet an das Fränkische Reich und blieb Bestandteil des Heiligen Römischen Reichs. Aufgeteilt auf verschiedene Markgrafschaften und Herzogtümer kam das Gebiet im Spätmittelalter unter die Herrschaft der Habsburger und wurde 1918 Teil des neugegründeten Königreichs der Serben, Kroaten und Slowenen, das später Jugoslawien hieß. Im Zweiten Weltkrieg war Slowenien aufgeteilt und unter deutsche und italienische Besatzung gestellt. 1945 kam Slowenien zum wieder gegründeten, jetzt aber kommunistischen Jugoslawien. Am 25. Juni 1991 löste sich Slowenien aus dem Staatsverband Jugoslawien und erklärte seine Unabhängigkeit.

## Zeit bis zum Mittelalter

### Vor- und Frühgeschichte
Um 250.000 v. Chr. wurden die ersten Steinwerkzeuge von Menschenartigen gefertigt, die beispielsweise in den Höhlen von Loza (unweit von Postojna) gefunden wurden. Um 2000 v. Chr. errichteten Menschen der Bronzezeit Pfahlbausiedlungen in einem Moorgebiet in der Nähe des heutigen Ljubljana. Siedlungen auf Hügelkuppen, umgeben mit Ringwällen, lösten um 1200 v. Chr. die Pfahlbauten ab. Diese wiederum wurden von den Kelten im 3. Jahrhundert v. Chr. zerstört. Um dieselbe Zeit wurde Aegida (Koper) von griechischen Kaufleuten als Stützpunkt an der nördlichen Adria gegründet.

### Taurisker
Die Taurisker waren vom 3. bis 1. Jahrhundert v. Chr. ein keltischer Stammesverband am Ostalpenrand, deren Siedlungsgebiet meist auf Kärnten und Slowenien eingegrenzt wird. Ihre Beziehung zu den Norikern ist nicht ganz geklärt. Nach der Schlacht bei Telamon 225 v. Chr. waren die Taurisker Teil der keltischen Verbündeten, die eine schwere Niederlage gegen die Römer erlitten. Die an der Schlacht nicht beteiligten Teile der Taurisker siedelten an der oberen Save und handelten in der Folge mit den Römern vor allem mit Gold. Die Goldproduktion verstärkte ihre politische und wirtschaftliche Macht. Gemeinsam mit den Boiern wurde immer wieder Norikum bedroht und Noreia angegriffen. Die Taurisker dürften damals schon den Boiern untergeordnet gewesen sein. 60 v. Chr. unterlagen die Verbündeten den Dakern unter Burebista. Daraufhin mussten sie anderen keltischen Stämmen, die Latobiker genannt wurden, die Ansiedlung auf ihrem Gebiet in der späteren Krain gestatten.

### Römisches Reich seit 9. v. Chr.

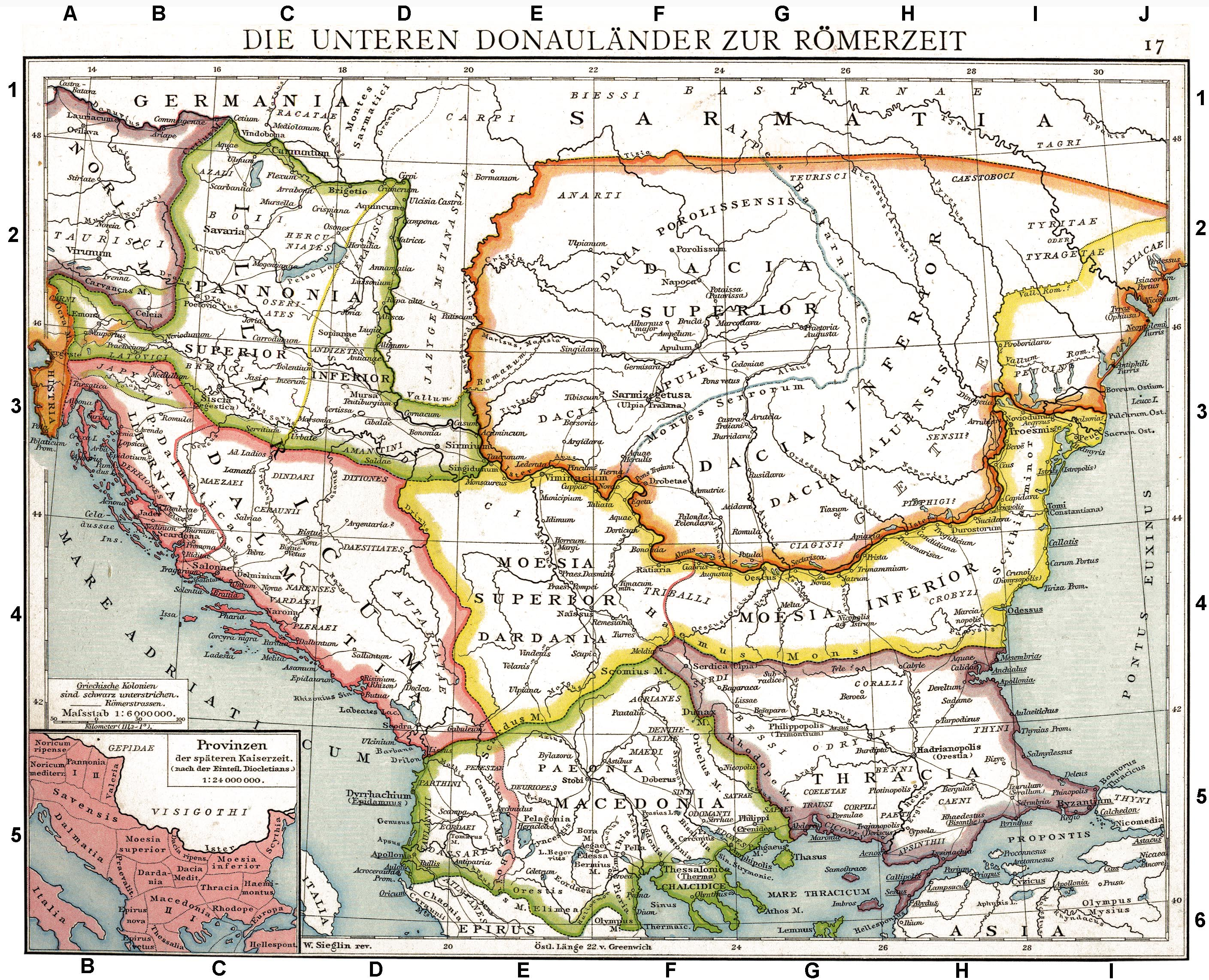
Römische Provinzen in Südosteuropa

Etwa fünfzig Jahre später hatte das Römische Reich vorläufig den Höhepunkt seiner Macht unter Gaius Iulius Caesar, der den Julischen Alpen den Namen gab, errungen. Aber erst unter seinem Stiefsohn und Nachfolger Octavian, dem späteren Kaiser Augustus, wurden das Königreich Noricum und das Gebiet der Taurisker erobert. Unter dessen Stiefsohn und Nachfolger Tiberius wurde das Gebiet im Jahre 9 v. Chr. befriedet und in die römischen Provinzen Noricum, Pannonien und Dalmatia unterteilt. Zentrum und Hauptstadt Noricums war Virunum auf dem Zollfeld in Kärnten. Von hier wurde auch die nun römische Provinz regiert.
Aus Militärlagern entwickelten sich erste Städte: Emona (Ljubljana), Piranum (Piran), Claudia Celeia (Celje) und Poetovio (Ptuj). Die neuen Herren förderten die Kupfer- und Eisenindustrie der Alteingesessenen, bauten ein umfangreiches Straßennetz aus und nutzten die vielen Thermalquellen. Allmählich entwickelte sich das Land zu einer wichtigen Region des Reiches, die Bevölkerung wurde romanisiert.
Die Region besaß für die Römer eine wichtige verkehrsgeographische und strategische Funktion, da sie eine wichtige Landverbindung zwischen Mittel- und Südosteuropa und Italien darstellte. Als sich im 3. Jahrhundert die Einfälle germanischer Stämme nach Italien häuften, wurden unter der Herrschaft Kaiser Diokletians zu Beginn des 4. Jahrhunderts in den Julischen Alpen die Claustra Alpium Iuliarum errichtet, ein Sperrsystem aus Mauern und Befestigungen. Ein Zentrum dieses Systems bildete die Festung Ad Pirum auf der Passhöhe des Birnbaumer Waldes im Nordwesten des heutigen Slowenien.
Ab dem 2. Jahrhundert war die Donau die Nordgrenze (Donaulimes) des Imperium Romanum. Dort befanden sich alle Legionen zur Sicherung der römischen Provinzen, während die Städte im Landesinneren unbefestigt blieben. Dies führte dazu, dass einmal an den Grenzen durchgebrochene Barbaren fast ohne Hindernisse bis tief ins Reichsinnere vordringen konnten. In dem für Rom politisch unsicheren 3. Jahrhundert nutzten die im Großraum der Ungarischen Tiefebene lebenden sarmatischen Stämme der Jazygen und Roxolanen die Situation, um in den Jahren 259/260, während ihrer Raubzüge, bis an den Südwestrand der Provinz Pannonia superior zu gelangen. Auf dem nordöstlichen Gebiet des heutigen Sloweniens richteten sie dabei schwere Verwüstungen an.
Erst am Beginn des 4. Jahrhunderts, unter der Regentschaft von Kaiser Diokletian, wurden sowohl die Verwaltungseinheiten als auch die Legionen geteilt. In vielen Städten in den neuen Teilprovinzen Noricum Mediterraneum und Pannonia prima (daraus bildete sich das spätantike Slowenien) wurden zur Sicherheit römische Truppen stationiert. Die beiden Teilprovinzen gehörten damals zur pannonisch-westillyrischen Diözese mit der Hauptstadt Sirmium. Der Westteil des heutigen Slowenien war mit der Provinz Venezia-Histria Teil der Dioecesis Italiae mit der Hauptstadt Mailand. Die beiden binnennorischen Städte Celeia und Poetovio liegen in der ehemaligen Spodnja Štajerska/Untersteiermark. Um 381 – auf der Synode von Aquileia – machte sich der Bischof von Poetovio, Iulianus Valens, durch das Tragen gotischer Tracht verdächtig, Arianer oder gar „Heiden-Priester“ zu sein, wie wir durch eine Überprüfung der Rechtgläubigkeit durch den Mailänder Bischof Ambrosius wissen. Dort nannte sich auch – in Gegenwart von Ambrosius – Bischof Anemius von Sirmium „Kirchenvater Illyriens“. Durch die politischen Umschwünge der folgenden Ereignisse konnten aber weder Mailand noch Sirmium ihre kirchliche Patronanz im heute slowenischen Raum behaupten. Die Jurisdiktion Aquileias beschränkte sich auf die westlichsten Gebiete Sloweniens.

### Völkerwanderung

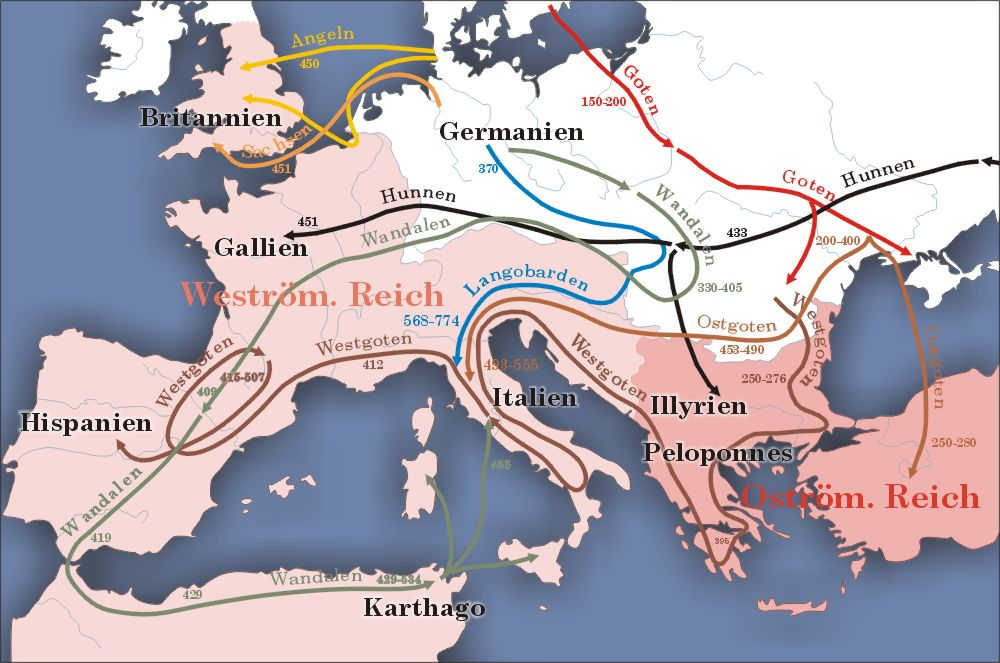
Europa mit den wesentlichen Völkerwanderungsbewegungen

Im Herbst 376 wurden viele Goten, die im russischen Raum von den Hunnen bedrängt wurden, im Römischen Reich aufgenommen. Im Januar 395 starb der weströmische Kaiser Theodosius I., der in der Schlacht am Frigidus bei Wippach/Vipava (Herbst 394) das Römerreich noch einmal geeint hatte, nach dessen Tod das Imperium jedoch endgültig in das Römische und das Byzantinische Reich zerfiel. Alle Foederaten des Reiches und die Völker der pannonischen Ebene wurde mit seinem Ableben unruhig und fühlten sich nicht mehr an ihre Verträge gebunden. Die Goten waren 379 – ein Jahr nach der Schlacht von Adrianopel – bis zu den Julischen Alpen (slow.: „Julijske Alpe“) gekommen, also bis in das spätantike Karnien/Krain, ein Gebiet an der oberen Save, das später bis nach Italien und Norikum reichte. Der Kirchenvater Hieronymus beschrieb 396 einen Zeitraum von rund zwanzig Jahren, in dem Goten, Sarmaten, Quaden, Alanen, Hunnen, Vandalen und Markomannen den heutigen slowenischen Raum verwüsteten.
Um 397 wurden markomannische Foederaten in der Pannonia prima (seit Kaiser Valens „Valeria“ genannt) angesiedelt, zu der auch der östlichste Teil Sloweniens – die Prekmurje jenseits der Mur – gehörte. Die markomannische Königin Fritigil führte einen Briefwechsel mit Bischof Ambrosius von Mailand, um die Bekehrung ihres Volkes zum Katholizismus zu erwirken. So wie die Quaden gaben die Markomannen ihren Sondernamen bald auf und gelten seither als Sueben, die bis zum Ende der Langobarden-Herrschaft 568 im pannonisch-slowenischen Raum nachweisbar sind.
Im Herbst 401 besetzte Alarich I. mit seinen Goten den Raum zwischen Pannonien und Italien, um von dort aus die Apenninhalbinsel anzugreifen. Sie wurden jedoch von Stilicho ein Jahr später (402) vernichtet. Im Jahr 405 zog ein weiteres ostgotisches Heer durch das heutige Slowenien und verwüstete Pannonien, Norikum und Italien.

„In den Jahren 408 und 409 versuchten die Alarich-Goten im norisch-westpannonischen Raum Fuß zu fassen. Zunächst marschierten sie nach Emona/Laibach/Ljubljana, das in der venetisch-istrischen Provinz und daher in Italien lag. Danach rückten sie ins steirisch-slowenische Binnennorikum ein. Erstens war Alarich hier der Straße über den Birnbaumer Wald/Hrušica am nächsten, das heißt derjenigen Einfallsroute nach Italien, die er bereits 401 erprobt hatte. Zweitens stand in Pannonien sein Schwager Athaulf, der hier gotisch-hunnische Reiterkrieger kommandierte. Drittens bot Alarich Ende August, Anfang September 408 die Räumung Norikums und den Rückzug der Truppen nach Pannonien an, was ebenfalls darauf schließen lässt, dass der König den Großteil seines Heeres im östlichen Binnennorikum konzentriert hatte. Als jedoch alle Angebote abgelehnt wurden, verließen die Alarich-Goten Anfang Oktober 408 ihre norischen Quartiere, zogen sich aber nicht nach Pannonien zurück, sondern fielen in Italien ein.“

Während die Goten nach Rom zogen, wurde für die Provinzen Noricum und Pannonien im Jahr 409 der Heide Generidus als Heermeister (magister militum) von Ravenna aus eingesetzt. Unter seinem Kommando stand zusätzlich auch die Provinz Dalmatia. Zu dieser Zeit verlor das Erzbistum Mailand allmählich seinen Einflussbereich auf das heutige Slowenien an das Patriarchat von Aquileia.
Im ersten Drittel des 5. Jahrhunderts wurde Pannonien zum Zentrum der Hunnen, ab 445 errang Attila die Alleinherrschaft. Seine Regierung währte bis 453. In Pannonien brachte Attila eine Zeit relativer Ruhe. 448 oder 449 trafen neben oströmischen Gesandten auch Vertreter der Provinz Noricum am Hofe Attilas ein – darunter der Comes Romulus aus Poetovio/Pettau/Ptuj, der Großvater des letzten weströmischen Kaisers Romulus Augustulus. Nach Attilas Tod kam es 454 oder 455 in der Schlacht am Nedao zur Niederlage der Hunnen gegen eine von Gepiden geführte germanische Koalition. Damals erweiterte sich der Machtbereich des Byzantinischen Reichs bis zur Provinz Noricum, und es war der oströmische Kaiser Markianos, der noch vor seinem Tod 457 die vertragliche Niederlassung der Ostgoten auch im heute slowenischen Raum veranlasste.
Zu Beginn der Herrschaft des weströmischen Kaisers Anthemius (467–472) gelang es dem Heermeister Ricimer, der gotisch-suebischer Herkunft war, noch ein letztes Mal, die römische Staatlichkeit Norikums vor den Goten, deren Verbündeten aber auch deren Gegnern zu schützen. Bald nach seinem Tod jedoch zerbröckelte im gesamten Norikum bis um 490 die kirchliche Ordnung und damit auch die römische Verwaltung. Die romanisierte Bevölkerung emigrierte nach Italien oder zog sich in entlegene Bergtäler zurück. Ortsnamen mit dem Präfix lasko oder lahko zeugen noch heute von der Existenz romanischer Enklaven in Slowenien. Die Machtergreifung Odoakers 476 bedeutete das Ende des Römischen Reichs. Ravenna stellte die Soldzahlungen ein.
Am 28. August 489 überschritten ostgotische Truppen unter Gotenkönig Theoderich dem Großen den Isonzo und fügten Odoaker eine schwere Niederlage bei. Während der dreijährigen Auseinandersetzung der beiden Herrscher (490–493) blieb der slowenische Raum sich selbst überlassen. Erst unter der Herrschaft Theoderichs des Großen wurde er wieder mit Italien vereint.
In den Auseinandersetzungen zwischen Theoderich dem Großen und dem Byzantinischen Reich war das Gebiet des heutigen Sloweniens, das er von Odoaker geerbt hatte, immer wieder Aufmarschgebiet konkurrierender Heere. Erst 510 schlossen die beiden Gegner Frieden. Das noch immer existierende Binnen-Norikum hatte unter Theoderich die Aufgabe, Italien gegen Pannonien hin zu schützen. Norikum wurde als Militärbezirk (ducatus) eingerichtet.
Anfang des 5. Jahrhunderts tauchten im pannonischen Raum unter der Regierung von König Wacho die Langobarden auf, die sich ursprünglich mit dem Byzantinischen Reich verbündeten und somit zum Gegner von Theoderich wurden. So tolerierte 536 bis 537 Wacho auch die fränkische Ausbreitung über das ehemals gotisch-italische Norikum. 545 hatten die Franken sogar Venetien besetzt, und damit stand der später slowenische Raum erstmals unter fränkischem Einfluss. Doch da kamen wieder die Bündnisse der Langobarden mit dem byzantinischen Kaiser Justinian I. ins Spiel, der seine Verträge 547 bis 548 erneuerte, um den Einfluss der Franken südlich der Alpen zu minimieren.

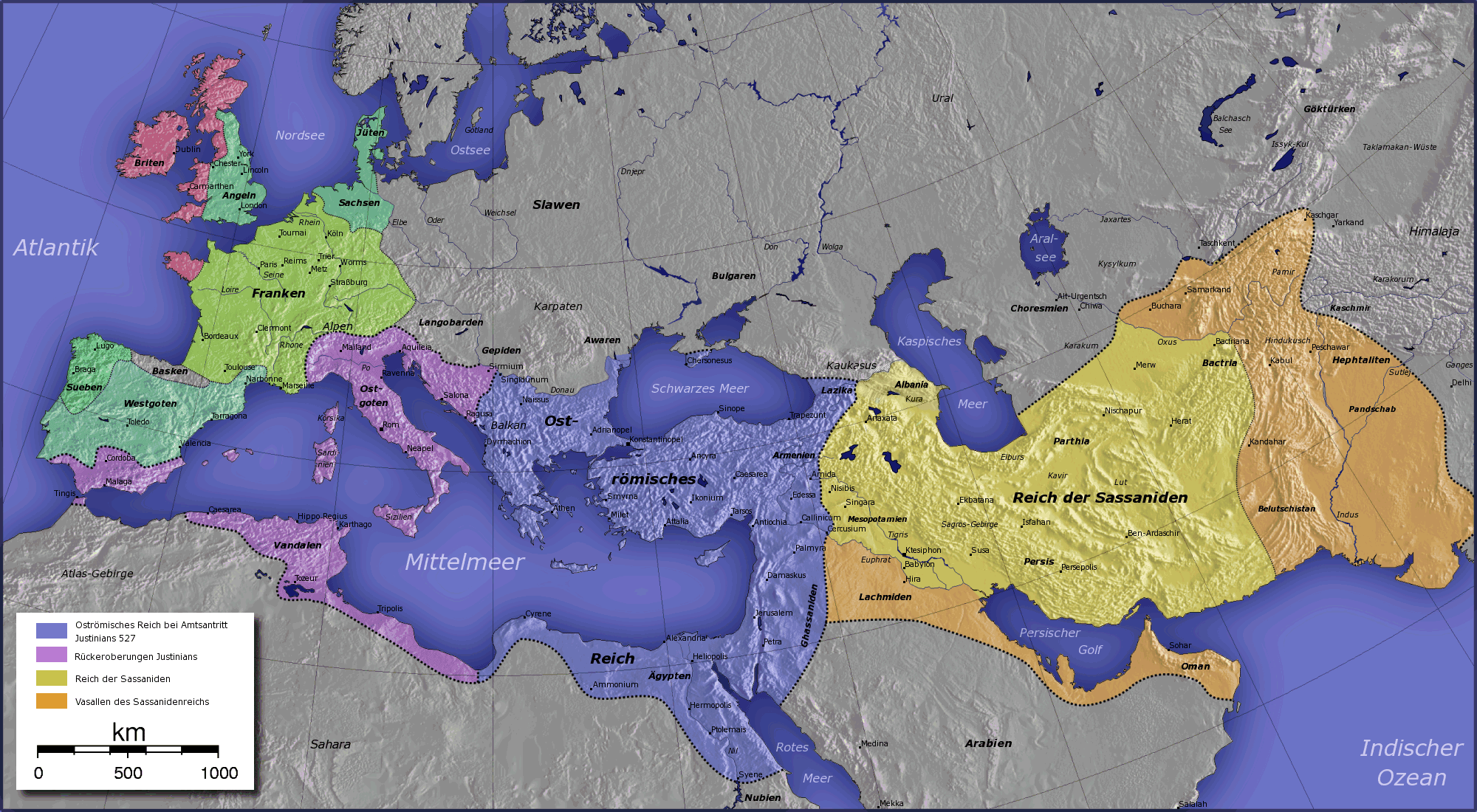
Das Restaurationswerk Justinians I.

Im Zuge dessen besetzten die Langobarden im Raum des heutigen Sloweniens die Gebiete vornehmlich zwischen Save und Drau einschließlich des Stadtbezirkes von Ptuj, während die restlichen norisch-slowenischen Gebiete weiterhin den Franken verblieben. Im Frühjahr 552 zog ein Heer Justinians I. über Istrien nach Italien und wurde dabei von 5500 Langobarden begleitet. Nach der Vernichtung des Ostgotenreichs blieben die Langobarden jedoch auf sich allein gestellt und konzentrierten ihre Macht im heute slowenischen Raum, den sie nach allen Seiten hin erfolgreich verteidigten. In den 540er Jahren konnten sie so die Gunst der Noriker gewinnen, und ab 555 gab es auch verwandtschaftliche Beziehungen zu den Franken. Unter König Alboin (561–572) verließen auf Drängen der Awaren die Langobarden das Gebiet des heutigen Sloweniens und wandten sich nach Italien. Ein Vertragsschluss um das Jahr 568 mit den Awaren garantierte diesen ihre mögliche Präsenz in Italien und im Gegenzug den Langobarden ein 200-jähriges Rückkehrrecht in den heute slowenischen Raum.
In den römischen Provinzen Noricum und Pannonien endete die römische Staatlichkeit nicht mit einem Schlage. Im Raum des heutigen Slowenien blieb die Bindung an Rom noch bis zum Abzug der Langobarden im Jahre 568 erhalten. Selbst die Awaren bewahrten die spätantiken Organisationsformen noch bis zu ihrem Untergang. Erst die Franken trennten den ostnorisch-westpannonischen Raum von Italien.
Nach dem Abzug Roms aus Ufer-Noricum und Binnen-Noricum wanderten die keltisch-romanische Bevölkerung wie auch hier ansässige Germanen nur teilweise ab. Orts- und Namensbezeichnungen bleiben auch nach Zusammenbruch der römischen Verwaltung in der norischen Region erhalten.

## Mittelalter

### Entstehung Karantaniens
Nach dem Abzug der Langobarden nahmen die Awaren gemeinsam mit ihren slawischen Untertanen, die mit ihnen aus dem Osten eingewandert waren, diesen frei gewordenen Raum in Besitz.
Ab der zweiten Hälfte des 6. Jahrhunderts waren die baiuwarischen Agilolfinger die neuen Kontrahenten dieser slawisch-awarischen „Völkergemeinschaft“. 592 kam es zum ersten großen Zusammenstoß mit Tassilo I., dem die Alpenslawen unterlagen. 595 hingegen verloren die bayrischen Agilolfinger fast ihr gesamtes Stammesheer, 2000 Krieger, als die Slawen von der Reiterei des awarischen Chagans unterstützt wurden. Beide Auseinandersetzungen sind im heute österreichischen oberen Drautal zu lokalisieren.
Nach der Schwächung der Awaren im Jahr 626 durch Auseinandersetzungen mit dem Byzantinischen Reich entstand im Machtvakuum zwischen den Bayern und den Awaren das slawische Samo-Reich, zu dem nach Meinung tschechischer und slowakischer Historiker die Gebiete des heutigen Kärnten sowie der heutigen Republik Slowenien allerdings nicht gehörten, wenngleich Samo seinen Einfluss auch auf die Alpenslawen ausdehnen konnte. Für andere Historiker waren Kärnten und Slowenien hingegen sehr wohl Teil des Samo-Reiches. Mit Samos Tod 658 enden auch die Berichte über sein Reich, doch auch nach dem Tode Samos blieben die Alpenslawen unter ihrem Wallucus (=Herrscher) frei von der Botmäßigkeit gegenüber den Awaren.
Um oder nach 610 setzten sich die Alpenslawen erneut gegen die Bayern durch, diesmal gegen den Agilolfinger-Herzog Garibald II. in Aguntum im heutigen Osttirol. Mit diesen kriegerischen Auseinandersetzungen erweiterte sich der alpenslawische Einflussbereich bis an die obersteirische Enns, in den salzburgischen Enns-Pongau, die Pongauer Seitentäler der Salzach bis in das Gasteinertal, und bis nach Innichen im Pustertal im heutigen Südtirol. Dieses unter alpenslawischer Führung entstehende proto-slowenische Fürstentum mit dem Zentrum in Karnburg (slow. Krnski grad) am Zollfeld nördlich von Klagenfurt wurde Karantanien genannt.
Das zum „Nationalmythos der Slowenen“ gewordene Ritual am Kärntner Fürstenstein ist allerdings weder als Inthronisationsritual noch als genuin slawische oder germanische Zeremonie zu interpretieren. Es ist ein Initiationsritus: Der Fürst begibt sich in bäuerliches Milieu, integriert sich in die Gruppe der Edlinger. Das Grundphänomen, dass Wehrbauern direkt dem König unterstellt sind, kennt man bereits aus der Ostgotenzeit.
Das Ritual kann sehr alt sein, in karantanische Zeit zurückreichen, aber auch erst im 10. Jahrhundert aufgekommen sein. Auf jeden Fall ist es eine falsche Einschätzung, den Fürstenstein als Gründungsymbol der slowenischen Nation anzusehen. Das slawische Reich der Karantanen hat sicher nicht südlich über die Karawanken in die Carniola hinausgereicht. Das wird auch von der slowenischen Geschichtsforschung so gesehen.

### Frankenreich, seit 788

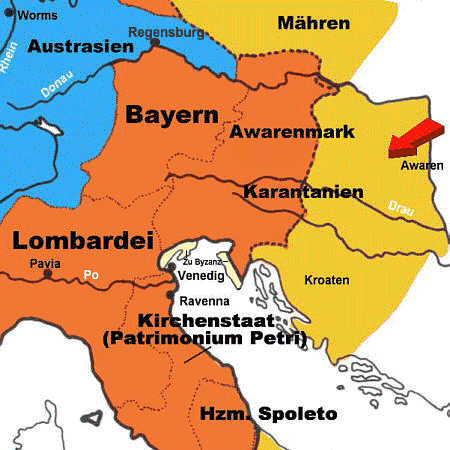
Mark Karantanien zur Zeit Karls des Großen

Lange bestand diese Unabhängigkeit nicht, denn im Jahre 788 wurde das Fürstentum Karantanien von den Franken erobert. Unter Karl dem Großen wurde die slowenische Führungsschicht beseitigt und das Land von den Bistümern Aquileia und Salzburg missioniert. Wesentlich für die weitere Entwicklung wurde die kirchliche Aufteilung des karantanischen Gebietes zwischen dem Erzbischof von Salzburg und dem Patriarchen von Aquileia, als deren Grenze 796 auf einer Bischofskonferenz an der Donau, anlässlich des Awarenfeldzugs Pippins, die Drau festgesetzt wurde, eine Regelung, die im Jahre 803 von Karl dem Großen bestätigt wurde. Die südlich der Drau gelegenen Teile Karantaniens unterstanden in Hinkunft kirchlich Aquileia, politisch dem Markgrafen von Friaul. Im Jahre 796 wurden die Awaren endgültig geschlagen und der Südosten des Reiches in zwei verschiedene Marken unterteilt. Die Pannonische Mark und die Mark Friaul wurden durch die Drau getrennt. Nach der Teilung des fränkischen Reiches wurde der Einfluss Bayerns immer größer. Auch wurden viele deutsche Kolonisten ins Land geholt, die später die Mittelschicht und die Oberschicht bildeten. Handel, Kirche und Politik blieben bis zum Ende der Habsburger in deutscher Hand.

### Wechselnde Herrschaften
863 übersetzten die Slawenapostel Kyrill und Method von Saloniki die Bibel ins Slawische und entwickelten eine eigene Schrift, die Glagoliza. Ende des 9. Jahrhunderts zerbrach das karolingische Reich, und der karantanische Adlige Kocelj bildete das unabhängige Plattensee-Fürstentum, das auch Teile Ostsloweniens umfasste und bis 876 Bestand hatte.
Die Slawen forderten das Recht auf eine von Salzburg unabhängige Kirche. Papst Johannes VIII. ernannte 880 Method zum Erzbischof von Pannonien (Neutra) mit Sitz in Sirmium. Mitte des 10. Jahrhunderts begannen die aus den Steppen Asiens eingewanderten Ungarn mit ihren Plünderungszügen. Über Slowenien bis nach Italien und Süddeutschland wurden viele Länder in Mitleidenschaft gezogen. Erst der Sieg des deutschen Königs und späteren Kaisers Otto I. in der Schlacht auf dem Lechfeld bei Augsburg im Jahre 955 beseitigte diese Gefahr. Die Ungarn etablierten sich nun in der Pannonischen Tiefebene und trennen somit die Siedlungsgebiete der Südslawen von denen der West- und Ostslawen.
976 wurde Karantanien als Folge des Streites zwischen Heinrich dem Zänker und König Otto II. vom Herzogtum Bayern abgetrennt und zum Herzogtum Kärnten erhoben, einem im Gegensatz zu den Stammesherzogtümern nicht vererbbaren Amtsherzogtum des Heiligen Römischen Reiches mit den abhängigen Marken Krain und Steiermark („Kärntner Mark“). Der nicht sehr zahlreiche slowenische Adel war bereits im 10. Jahrhundert so gut wie verschwunden. Die slowenischen Bauern verloren ihre Freiheit fast völlig an die Grundherren, die wegen der häufig wechselnden Herrscher fast unabhängig waren. Die Eppensteiner (1000–1122), und die Spanheimer (1122–1269) einschließlich der Andechs-Meranier (1173–1209) stellten die Herzöge, bis diese Geschlechter ausstarben und einige Herzöge aus verschiedenen Geschlechtern regierten, ehe die lange Regentschaft der Habsburger begann.
1261 gelangten die bereits 1180 zum eigenen Herzogtum gewordene Steiermark, 1269 auch Kärnten und die Markgrafschaft Krain für kurze Zeit in den Besitz des Böhmenkönigs Ottokar Przemysl II., doch nach dessen Tod in der Schlacht auf dem Marchfeld im Jahre 1278 wurden diese Länder, nachdem Krain als Pfand und Kärnten zunächst bis 1335 den Meinhardinern verliehen worden waren, nahezu vollständig habsburgisch.
In den 200 Jahren nach der Erhebung Kärntens zum Herzogtum gab es starke Einwanderungen von bairischen und auch fränkischen Bauern in das Gebiet der heutigen österreichischen Bundesländer Kärnten und Steiermark. In den folgenden Jahrhunderten verdrängte in diesen Gebieten bis auf die Grenzgebiete im Kärntner Süden das Deutsche zunehmend die slawische Sprache. Die Alpenslawen wurden assimiliert, doch selbst in den Gegenden mit der stärksten deutschen Zusiedlung dauerte dieser Prozess einige Jahrhunderte. In der Obersteiermark und in Kärnten hielt sich das slawische Bevölkerungselement am längsten. In der jetzt zu Slowenien gehörenden Untersteiermark/Štajerska hingegen, kam es zur Ausbildung von deutschen Sprachinseln, so um Marburg an der Drau (Maribor), in Pettau, in Cilli und – trotz seines Namens – in Windisch-Feistritz. In der Ober- und Unterkrain entstanden die Sprachinsel der Gottschee sowie Sprachinseln in Zarz (Gebiet des Selzacher Zayer), um Wochein (Bohinj), in Bischoflack (Škofja Loka), Assling (Jesenice) und Laibach. In der Grafschaft Görz entstand eine deutsche Sprachinsel im Wippach-Tal.
An der nordöstlichen Adria gewann seit dem 12. Jahrhundert die reiche Seerepublik Venedig immer mehr an Macht, dehnte ihren Herrschaftsbereich über Dalmatien und Istrien mit Ausnahme von Triest aus, das 1382 habsburgisch wurde. Die gesamten Ressourcen des Landes wurden ausgebeutet. Die teilweise vegetationslosen Karstbereiche Istriens und Dalmatiens sind das Produkt des Raubbaus der Venezianer, die die Wälder für den Schiffbau und die Pfahlgründungen ihrer Lagunenstadt abholzten. Erst Napoleon beendete 1797 die Herrschaft Venedigs über die adriatischen Küstenorte, 1809 schuf er daraus die Illyrischen Provinzen.

### Grafen von Cilli, 14. und 15. Jahrhundert
Die Grafschaft der Sanegg in Cilli (Celje) konnte sich im 14. und 15. Jahrhundert gegen die Habsburger behaupten. Der bekannteste Graf war Hermann II. Sein Sohn wurde 1436 in den Reichsfürstenstand erhoben und dadurch von der Feudalherrschaft der Habsburger befreit. Seine Tochter Barbara war mit dem deutschen Kaiser Sigismund (1387 König von Ungarn und 1420 König von Böhmen) verheiratet. Durch kluge Heiratspolitik waren große Teile Sloweniens und Kroatiens in der Hand dieser Familie, deren letzter männlicher Angehöriger Ulrich von Cilli 1456 bei einem Anschlag durch Ladislaus Hunyadi ums Leben kam. Durch seine Kinderlosigkeit fiel das gesamte Gebiet an die Habsburger zurück.

## Neuzeit

### Habsburger
Im Jahre 1473 gab es Bauernunruhen und Aufstände, die sich über nahezu 100 Jahre hinzogen. Durch feudale Unterdrückung und häufige Türkeneinfälle war das Land ausgeblutet und wandte sich der Reformation zu. Dies führte zum Aufblühen eines slowenischen Nationalbewusstseins. Primož Trubar ließ im Jahre 1551 in Tübingen die ersten slowenischen Bücher drucken (einen Katechismus und eine Fibel). Jurij Dalmatin übersetzte die Bibel und Adam Bohorič verfasste eine slowenische Grammatik. Doch Klerus und Adel – mit Ausnahmen wie Andreas von Auersperg (slowenisch: „Andrej Turjaški“) – steuerten mit der Gegenreformation dagegen. Mit militärischer Gewalt und der Inquisition wurde das Gebiet des heutigen Slowenien rekatholisiert.
Die folgenden 300 Jahre war das slowenische Territorium ein bäuerliches und ruhiges Gebiet der Habsburgermonarchie. Unter der Regierungszeit von Maria Theresia (1740–1780) erlebte es einen ökonomischen Aufschwung. Die Verwaltung und Besteuerung wurden reformiert sowie die allgemeine Schulpflicht mit slowenischem Unterricht in den ersten Klassen eingeführt. Ihr Sohn Joseph II. ging mit seinen Reformen noch weiter. Er schaffte 1782 die Leibeigenschaft ab und gab jedem das Recht auf freie Religionsausübung. Im Jahre 1797 erschien die erste slowenische Zeitung, Ljubljanske Novice.

### Illyrische Provinz und Wiener Kongress 1815
Teile des heutigen Slowenien wurden von Kaiser Napoléon im Jahre 1809 besetzt und Krain, Istrien, der Westteil Kärntens und Dalmatien als Illyrische Provinzen mit der Hauptstadt Laibach organisiert. Nun „erwachte“ die slowenische Sprache und Identität erneut. Napoléon schaffte die Feudalherrschaft ganz ab, befreite auch die restlichen unfreien Bauern, baute Schulen und Straßen und legte den Grundstein für die Industrialisierung. Nach seiner Niederlage und dem Wiener Kongress wurde der alte Zustand unter dem neuen Namen Königreich Illyrien wiederhergestellt und das Habsburgerland bis Dalmatien und Venetien ausgedehnt.

### Revolution 1848/1849 und Doppelmonarchie

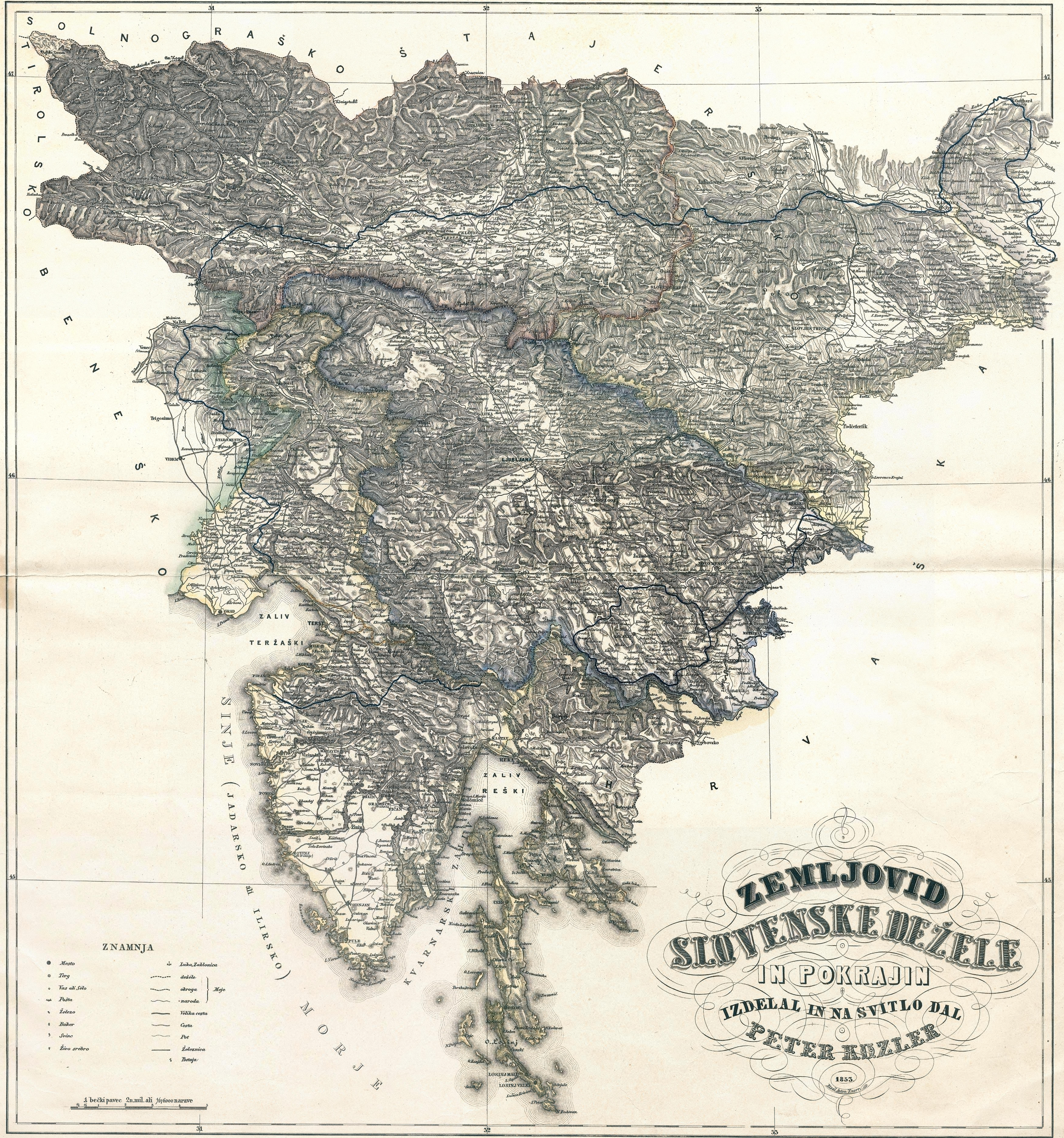
Peter Kosler: Eine Landkarte der Slowenischen Lande und Regionen (1848/54)

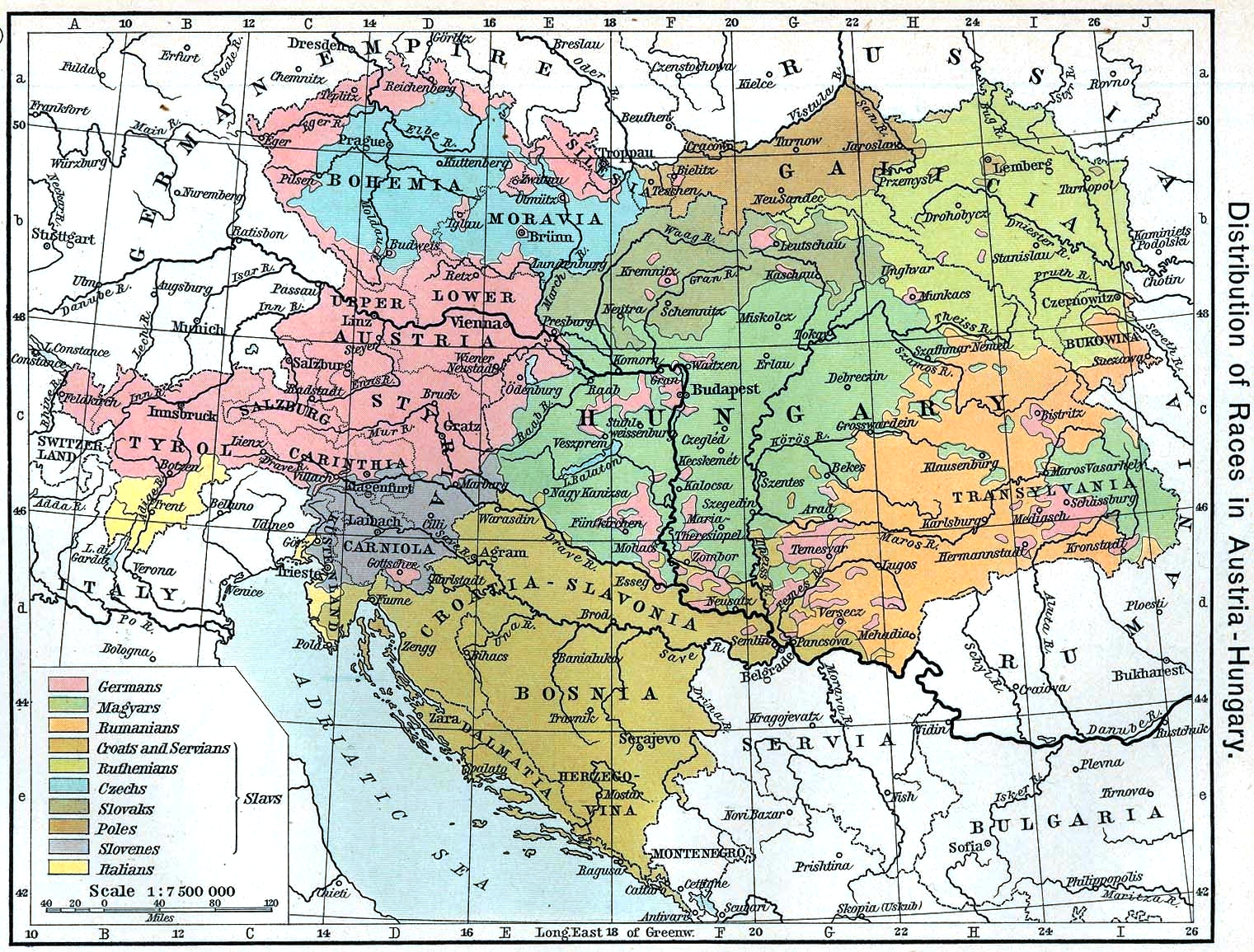
Umgangssprachen in Österreich-Ungarn aus: Distribution of Races in Austria-Hungary Historical Atlas, William R. Shepherd, 1911

Der in Europa einsetzende wirtschaftliche Aufschwung erfasste auch Slowenien. Weinanbau, Bergbau und Textilindustrie wurden ausgebaut. 1849 erreichte die Eisenbahn Laibach, und zwar von Triest über Adelsberg (Postojna). Und 1854 – nach der erfolgreichen Fertigstellung der Trasse über den Semmering – konnte man von Wien aus über Marburg an der Drau und Cilli nach Laibach reisen. Die Revolution von 1848/49 bewegte die slowenischen Intellektuellen, und erste Forderungen nach slowenischer Selbstverwaltung wurden laut. Der Kärntner Geistliche Matija Majar-Ziljski formulierte sein Manifest für ein Vereintes Slowenien („Zedinjena Slovenija“), der Gottschee-Deutsche Peter Kosler zeichnete seine provokative und sogleich von der Zensur verbotene Karte der „slowenischen Lande“ ohne die amtlichen deutschen Ortsnamen, nur mit den im slowenischen Sprachgebrauch üblichen Bezeichnungen. Der Nationaldichter Sloweniens France Prešeren (Preschern) formulierte die Sehnsucht nach Selbstbestimmung in seinen Gedichten und literarischen Arbeiten. Zwischen 1869 und 1871 entstanden die „Tabori“ genannten Volksversammlungen als Keimzellen des politischen Bewusstseins der Slowenen. Der Zusammenschluss aller südslawischen Völker in einer Föderation innerhalb des k. u. k. Reiches wurde nun offen propagiert. Der slowenische Schriftsteller Ivan Cankar und der kroatische Bischof Josip Juraj Strossmayer waren deren bekannteste Protagonisten.
Rechtsprechung und Verwaltung in Cisleithanien zeigten eine wesentlich gerechtere Behandlung der slawischen und romanischen Nationalitäten als in Transleithanien, wenn auch die österreichische Verwaltungspolitik gegenüber den Slowenen in der Südsteiermark und bis kurz vor Kriegsausbruch auch in Krain … im einzelnen vielfach als Gegenbeispiele herangezogen werden könnten.

## 20. Jahrhundert

### Erster Weltkrieg, 1914–1918
Mit der Ermordung des österreichischen Thronfolgers Erzherzog Franz Ferdinand in Sarajevo am 28. Juni 1914, begann der Erste Weltkrieg. Die Slowenen kämpften loyal auf Seite der k.u.k. Armeen vorwiegend an der russischen Front (Josip Broz Tito geriet hier in russische Gefangenschaft), bis Italien 1915 die Seiten wechselte und am 24. Mai 1915 Österreich-Ungarn den Krieg erklärte.
Nun begann der Krieg am Isonzo. Von Triest bis nach Südtirol kämpften die Truppen beider Seiten unter schwierigsten Bedingungen an der Alpenfront gegeneinander. Über eine Million Soldaten starben in den zwölf Isonzoschlachten.

### SHS-Staat und königliches Jugoslawien
Nach dem Zerfall des Habsburgerreiches bildete sich in Zagreb am 6. Oktober 1918 der Nationalrat der Slowenen, Kroaten und Serben, der für sich das Recht beanspruchte, alle Südslawen der Donaumonarchie zu vertreten. Dieser Nationalrat beschloss am 29. Oktober die Loslösung von Österreich-Ungarn und den Zusammenschluss aller Südslawen zu einem neuen Land. Mit dem Kriegsgewinner Serbien und seinem König an der Spitze (bis August 1921 Peter I., danach Alexander I.) bildete sich der SHS-Staat. Slowenien musste jedoch im November 1920 im Grenzvertrag von Rapallo auf Gebiete, die es für sich forderte – Karst und Küste – zu Gunsten Italiens verzichten. Auch scheiterten aus slowenischer Sicht die geplanten zwei Referenden in Südkärnten über einen Beitritt zum neuen Staat der Slowenen, Kroaten und Serben, so dass nicht alle Slowenen in einem Staat zusammengeschlossen werden konnten. Dadurch waren rund 350.000 Slowenen von den rund eine Million Slowenen im Mutterland getrennt. Im nunmehr italienischen Küstenland kämpfte die slowenisch-kroatische Untergrundorganisation TIGR für den Anschluss an Jugoslawien.
Die serbische Dominanz im neuen Staat wurde bald als drückend empfunden. Die Vidovdan-Verfassung vom Veits-Tag 1921, dem serbischen Nationalfeiertag zum Gedenken an die Schlacht auf dem Amselfeld 1389, sowie die im Jahre 1929 ausgerufene Königsdiktatur ließen die Unzufriedenheit vieler Slowenen noch weiter steigen, obwohl die slowenische Volkspartei unter Anton Korošec an vielen Regierungen des neuen Staates beteiligt war. Die Königsdiktatur begann am 6. Januar 1929; am 3. Oktober wurde der Name des Staates in Jugoslawien geändert.
Jugoslawien wurde in neun Banate gegliedert; das Drau-Banat entsprach ungefähr dem slowenischen Siedlungsgebiet. König Alexander wurde am 8. Oktober 1934 von mazedonischen und kroatischen Terroristen in Marseille ermordet; die Integrationsprobleme des neuen Jugoslawien hatte er noch nicht gelöst.
Ihm folgte der 11-jährige Peter II.; sein Onkel Paul führte die Regierungsgeschäfte.
Jugoslawien war innenpolitisch tief zerrüttet, bewahrte sich am Anfang des Zweiten Weltkrieges aber seine politische Neutralität. Die Achsenmächte Deutschland und Italien drängten Prinz Paul zum Beitritt; Paul tat dies am 25. März 1941. Zwei Tage später kam es zum Staatsstreich der serbisch dominierten Militärführung, die den siebzehnjährigen Kronprinzen Peter zum Regierungschef machte und sofort die Beitrittserklärung kündigte. Das Deutsche Reich, das Jugoslawien nun als Unsicherheitsfaktor an seiner Südostflanke sah, brachte mit seinem Luftangriff auf Belgrad am 6. April 1941 den Zweiten Weltkrieg auch nach Jugoslawien. Im Balkanfeldzug überschritten deutsche und italienische Truppen die Grenze zwischen Italien und Slowenien; die königlich-jugoslawische Armee wurde überrollt und kapitulierte am 17. April 1941.
Ein Motiv für diesen Feldzug war auch, dass Deutschland und Italien Griechenland besetzen wollten, wo britische Truppen stationiert waren.

### Slowenien im Zweiten Weltkrieg, 1941–1945

Für Slowenien hatte die Besatzung schwere Folgen. Das Land wurde aufgeteilt. Die Besatzungsmächte führten Maßnahmen zu Entnationalisierung der Bevölkerung durch:
- Der Süden und Westen bis einschließlich Ljubljana wurde von der italienischen Armee besetzt und als Provinz Laibach dem Königreich Italien einverleibt. Nach dem Sturz Mussolinis wurde das Gebiet ab Oktober 1943 dem deutschen Obersten Kommissar in der Operationszone Adriatisches Küstenland in Triest unterstellt.
- Ungarn erhielt das Prekmurjegebiet im Nordosten.
- Die deutsch besetzten Gebiete Kärntens und der Krain und der Untersteiermark standen jeweils unter einem Chef der Zivilverwaltung (CdZ) und waren zur formellen Eingliederung in das Großdeutsche Reich vorgesehen.
- Ein kleines Stück Sloweniens nördlich der Ortschaft Bregana wurde vom neuen Unabhängigen Staat Kroatien besetzt.

Am 12. April 1941 ließ der SS-Obergruppenführer Reinhard Heydrich, der Chef von Sipo und SD, einen Umsiedlungsstab einrichten, der die Aufgabe hatte, Umsiedlungen von Slowenen und „Windischen“ durchzuführen, soweit dies „rassisch und politisch erforderlich“ schien. Geplant war, etwa 220.000 bis 260.000 Slowenen zu enteignen und dann auszusiedeln. Im April 1941 wurde auch der Steirische Heimatbund ins Leben gerufen, der eine Zwangsorganisation der deutschen Minderheit war mit dem Auftrag, das CdZ-Gebiet zu germanisieren. Die Deportationen begannen am 26. Mai 1941, zunächst nach Kroatien und Serbien, ab Herbst 1941 wegen der Widerstandsbewegung in diesen Ländern nach Niederschlesien, Brandenburg, Hannover, Thüringen, Württemberg, Bayern, Baden und in den Sudetengau. Vom 7. Juni bis 27. September 1941 wurden aus Untersteiermark 14.634 Personen nach Serbien und Kroatien, aus Oberkrain vom 6. bis 10. Juli 1941 2337 Menschen nach Serbien transportiert. Hiervon waren insbesondere gebildete Schichten einschließlich des Klerus betroffen. Am 23. Oktober 1941 begann die gezielte Entvölkerung des sogenannten „Ranner Dreiecks“ (an der Mündung der Krka in die Save). Bis zum 30. Juli 1942, größtenteils aber bereits bis zum 9. Dezember 1941 wurden etwa 36.000 Slowenen aller Schichten – mehrheitlich Bauern und Winzer – ins „Altreich“ deportiert, meist zur Zwangsarbeit in der deutschen Industrie. Die tatsächlichen Aussiedlungen erreichten jedoch aus verschiedenen Gründen die Planzahlen bei weitem nicht, vielmehr waren es einschließlich 17.000 Slowenen, die in die italienische Provinz Laibach geflohen waren, insgesamt 80.000 Personen. Den Platz der Deportierten sollten Volksdeutsche vornehmlich aus anderen Gebieten Jugoslawiens und Osteuropas einnehmen. Die deutschsprachigen Gottscheer wurden aus ihrer Sprachinsel in Südslowenien, die zum italienischen Besatzungsgebiet gehörte, in die durch Deportation entvölkerten Gebiete des Ranner Dreiecks im deutsch besetzten Teil der slowenischen Untersteiermark umgesiedelt. Neben Gottscheern wurden hier auch Volksdeutsche aus Osteuropa, darunter Bessarabiendeutsche und Dobrudschadeutsche, sowie Südtiroler Optanten angesiedelt.
Doch schon bald formierte sich der Widerstand. Bereits wenige Tage nach der Besetzung Sloweniens durch die Achsenmächte gründeten Kommunisten, linke Katholiken und linksorientierte bürgerliche Intellektuelle am 26. April 1941 in Ljubljana die slowenische Antiimperialistische Front, kurz darauf umbenannt in Befreiungsfront (Osvobodilna Fronta, OF), die mit dem Aufbau einer Partisanenarmee begann.
Die jugoslawischen Kommunisten, seit 1937 unter der Führung Josip Broz – Deckname Tito, der kroatisch-slowenischer Herkunft war, waren zunächst gelähmt, da Stalin noch mit dem Deutschen Reich verbündet war. Erst nach dem deutschen Überfall auf die Sowjetunion nahm der kommunistische Widerstand zu. Bald gelang es der kommunistischen Partei, die volle Kontrolle über die OF zu übernehmen. Die kommunistischen Partisanen kämpften nicht nur gegen die Besatzer selbst, sondern auch gegen deren Verbündete, die Domobranci („Belogardisti“, eine konservative, klerikal/christliche und antikommunistische Heimwehr von „Weißgardisten“) sowie gegen die königstreue Jugoslawische Armee im Vaterland („Plavogardisti“).
Es wird von 32.000 im Zweiten Weltkrieg getöteten Slowenen, das waren 2,5 % der Bevölkerung, ausgegangen.
Gegen Ende des Krieges und nach dem Krieg kam es auf dem Gebiet des heutigen Slowenien zu schweren Kriegsverbrechen durch Tito-Partisanen, so im Hornwald und bei der Vertreibung deutschsprachiger Bevölkerungsteile (Lager Laško/Tüffer, Strnišče/Sterntal und Teharje/Tüchern), aber auch im benachbarten, von Partisanen besetzten Unterkärnten (Massaker von Bleiburg). Eine slowenische Kommission, die von der konservativen Regierung Janša 2004 eingerichtet wurde, schätzte, dass in den ersten beiden Monaten nach Ende der deutschen Besetzung 15.000 Slowenen ohne Gerichtsurteil exekutiert wurden. Die Zahl von liquidierten kroatischen, serbischen, montenegrinischen und deutschen Soldaten sowie Angehörigen der deutschen Minderheit im Panzergraben von Tezno bei Maribor wird von den Ermittlern auf ebenfalls 15.000 geschätzt. Der Barbara-Stollen von Huda Jama könnte die Skelette von 4.000 Opfern enthalten, bisher wurden mehr als 400 geborgen.
2010 waren über 600 Massengräber registriert. Die Tito-Partisanen haben nach Kriegsende circa 100.000 Menschen getötet. Davon waren mehr als 14.000 Slowenen, dazu kommen 20.000 deutsche Soldaten und Angehörige der deutschsprachigen Minderheit, ferner zehntausende von Kroaten und auch Serben, Montegriner, Italiener und Ungarn. Eine 2009 getroffene Entscheidung, wieder eine Straße in der Hauptstadt nach Tito zu benennen, wurde zwei Jahre später als verfassungswidrig eingestuft.

### Nach dem Zweiten Weltkrieg
Nach dem Krieg fiel der Großteil des ehemaligen österreichischen Küstenlandes von Italien an die jugoslawischen Teilrepubliken Slowenien und Kroatien. Da das Hinterland von Gorizia (Gorica/Görz) an Slowenien kam, der allergrößte Teil der Stadt aber an Italien, wurde die slowenische Stadt Nova Gorica gegründet. Für das stark durchmischte, umstrittene Gebiet um Triest wurde 1947 als Provisorium der Freistaat Triest errichtet, der unter internationale Kontrolle gestellt wurde. Bei dessen Auflösung nach dem Londoner Abkommen vom 5. Oktober 1954 fiel die Stadt Triest mit Umgebung (Zone A) an Italien, das Hinterland im Süden (Zone B) an Jugoslawien. Die endgültige Aufteilung des Gebietes wurde im Vertrag von Osimo geregelt und trat 1977 in Kraft.

### Unabhängigkeit seit 1989/1991
Am 17. Januar 1989 bekannte sich das Zentralkomitee der slowenischen Kommunisten zum politischen Pluralismus
und öffnete damit in Slowenien den Weg zu einem Mehrparteiensystem. Am 27. September 1989 verabschiedete das slowenische Unterhaus eine Verfassungsänderung, die Slowenien eine Abspaltung von Jugoslawien ermöglichte. Zudem wurde das Recht auf freie und geheime Wahlen sowie auf freie politische Vereinigung festgeschrieben bei gleichzeitigem Verbleib im jugoslawischen Staatsverband.
Am 7. Dezember 1989 schlossen sich die antikommunistischen bürgerlichen Parteien in Ljubljana zu dem Oppositionsblock DEMOS (Demokratična opozicija Slovenije, Demokratische Opposition Sloweniens) zusammen und erhielten bei der ersten freien Unterhauswahl (8. April 1990) eine absolute Mehrheit der Sitze. Die Präsidentschaftswahl am 22. April 1990 gewann aber der Spitzenkandidat der Kommunisten Milan Kučan.
Nach einem am 23. Dezember 1990 durchgeführten Referendum über die Unabhängigkeit des Landes löste sich Slowenien am 25. Juni 1991 aus dem Staatsverband Jugoslawien und erklärte seine politische Unabhängigkeit, was eine militärische Intervention der Jugoslawischen Volksarmee auslöste. Im sogenannten 10-Tage-Krieg verhinderte der relativ gut organisierte Widerstand der slowenischen Territorialverteidigung eine Besetzung Sloweniens durch die serbisch dominierte Armee. Es kam zu mehreren eher kleinen Gefechten zwischen der Territorialverteidigung und der jugoslawischen Bundesarmee, vor allem an Grenzübergängen, als slowenische Zöllner dort die Kontrolle übernahmen und die jugoslawische Armee diese Übergänge zurückerobern wollte. Dabei wurden auch mehrere Luftangriffe durchgeführt, in deren Verlauf auch mehrmals österreichisches Territorium verletzt wurde.
Im 10-Tage-Krieg starben 39 Menschen auf Seiten der Volksarmee, 13 auf slowenischer Seite und 10 ausländische Staatsbürger.
Es kam zu keinen größeren Zerstörungen, was die weitere Entwicklung der Wirtschaft Sloweniens, das schon vorher der reichste Landesteil gewesen war, begünstigte. Die Gefahr eines Bürgerkriegs, wie er in anderen Teilen Jugoslawiens stattfand, bestand zu keinem Zeitpunkt, weil die Bevölkerung Sloweniens fast gänzlich aus Slowenen besteht, während in den folgenden Konflikten die Frage der Serbischen Minderheiten und deren Wechsel in den Serbischen Staat im Zentrum der Auseinandersetzungen stand.
Unter Vermittlung der Vereinten Nationen und der österreichischen Regierung konnte ein Kompromiss erzielt werden: Slowenien sollte den Vollzug der Unabhängigkeit für die Dauer von drei Monaten aussetzen und in dieser Zeit musste sich die Jugoslawische Volksarmee vollständig aus Slowenien zurückziehen. Beide Seiten hielten sich an die Vereinbarung, und so konnte am 8. Oktober 1991 die Unabhängigkeit der Republik Slowenien in Kraft gesetzt werden. Da Kroatien der jugoslawischen Volksarmee die Durchquerung seines Territoriums verweigerte, mussten die Soldaten notgedrungen per Schiff nach Montenegro verlegt werden. Dabei konnten allerdings keine schweren Waffen mitgenommen werden, sodass diese Ausrüstung in Slowenien zurückblieb.
Österreich erklärte die für den 15. Januar 1992 vorgesehene Anerkennung des neuen Staates bereits am 19. Dezember.
Am 19. Dezember 1991 erklärte die Regierung Deutschlands, sie werde die slowenische Unabhängigkeit am 23. Dezember anerkennen (was sie auch tat). Der Vatikan erkannte Slowenien am 13. Januar 1992 an, am 15. Januar schlossen sich die anderen elf EWG-Staaten gemäß dem Beschluss vom 16. Dezember 1991 an, und bis Ende Januar 1992 war Slowenien von der Mehrheit der internationalen Staatengemeinschaft als unabhängiger Staat anerkannt.
Slowenien stabilisiert sich schnell und gilt als der am weitesten vorangeschrittene ehemals sozialistische Reformstaat.
Verbleibende kleinere Grenzstreitigkeiten mit dem Nachbar Kroatien um Seegebiete an der Adria konnten anlässlich dessen EU-Beitritts 2013 zu großen Teilen beigelegt werden. Zudem gibt es nach wie vor unterschiedliche Ansichten bezüglich der Festlegung der Meeresgrenze in der Adria. Der Ständige Schiedshof, Permanent Court of Arbitration, sprach 2017 Slowenien einen großen Teil der Bucht von Piran zu. Dieser Spruch wird von Kroatien, das zuvor aus dem Schiedsgerichtsverfahren ausgetreten war, nicht anerkannt. Der daraufhin von Slowenien angerufene Europäische Gerichtshof erklärte sich 2020 für nicht zuständig.

## Seit dem EU-Beitritt 2004
Slowenien wurde nach der Entscheidung auf dem EU-Gipfeltreffen am 13. Dezember 2002 in Kopenhagen am 1. Mai 2004 zusammen mit neun weiteren Staaten in die Europäische Union aufgenommen. Durch seine gute wirtschaftliche Entwicklung gehört Slowenien seit Beitritt zu den Nettozahlern. Es nimmt seit 1. Januar 2007 an der Europäischen Währungsunion teil, der Euro löste den slowenischen Tolar ab.
Seit der Weltwirtschaftskrise ab 2007 erhielt die schnelle wirtschaftliche Entwicklung des Staates einen Dämpfer, es galt 2008 als Kandidat für den Euro-Rettungsschirm, konnte seinen Staatshaushalt aber eigenständig durch Privatisierungen und ein striktes Spar- und Reformprogramm konsolidieren. Dazu kamen mehrere Regierungskrisen.
siehe auch: Unwetter in Österreich und Slowenien 2023